# I Thibault
I Thibault  è uno sceneggiato televisivo in sei puntate di 90 minuti ciascuna di André Michel e Alain Boudet, andato in onda sul primo canale della televisione francese nel 1972-1973.
Il soggetto è tratto dall'omonimo ciclo di romanzi dello scrittore e poeta francese Roger Martin du Gard.

## Soggetto
La saga, ambientata a cavallo tra Ottocento e Novecento, vede per protagonisti due fratelli appartenenti a una famiglia di imprenditori francesi, uno rispettoso delle regole borghesi, l'altro - al contrario - di vocazione anarchica.